# Pomník Karla Bezdíčka
Pískovcový památník Karla Bezdíčka – prvního praporečníka dobrovolnické roty Nazdar se nalézá na křižovatce ulic Masarykova a Bezdíčkova v městečku Sezemice v okrese Pardubice. Památník byl slavnostně odhalen 10. května 1925 u příležitosti 10. výročí jeho hrdinské smrti v bitvě u Arrasu.

## Popis
Památník představuje pískovcová stéla se sochou Karla Bezdíčka zachyceného v okamžiku smrti, ve francouzské uniformě a se zástavou roty Nazdar. Památník je umístěn mezi dvěma vzrostlými tujemi. 
Na pomníku jsou umístěny nápisy: „KAREL BEZDÍČEK
PRVNÍ PRAPOREČNÍK ČESKÉ SETNINY NAZDAR VE FRANCII 1914 – 1919 PADL 9.V.1915 V ARTOIS U NEUVILLE ST.WASST.
MILÉMU BRATRU VĚNUJE Č.S.O. LEGIONÁŘSKÁ, JEDNOTA SEZEMICE A PŘÍZNIVCI“

## Galerie

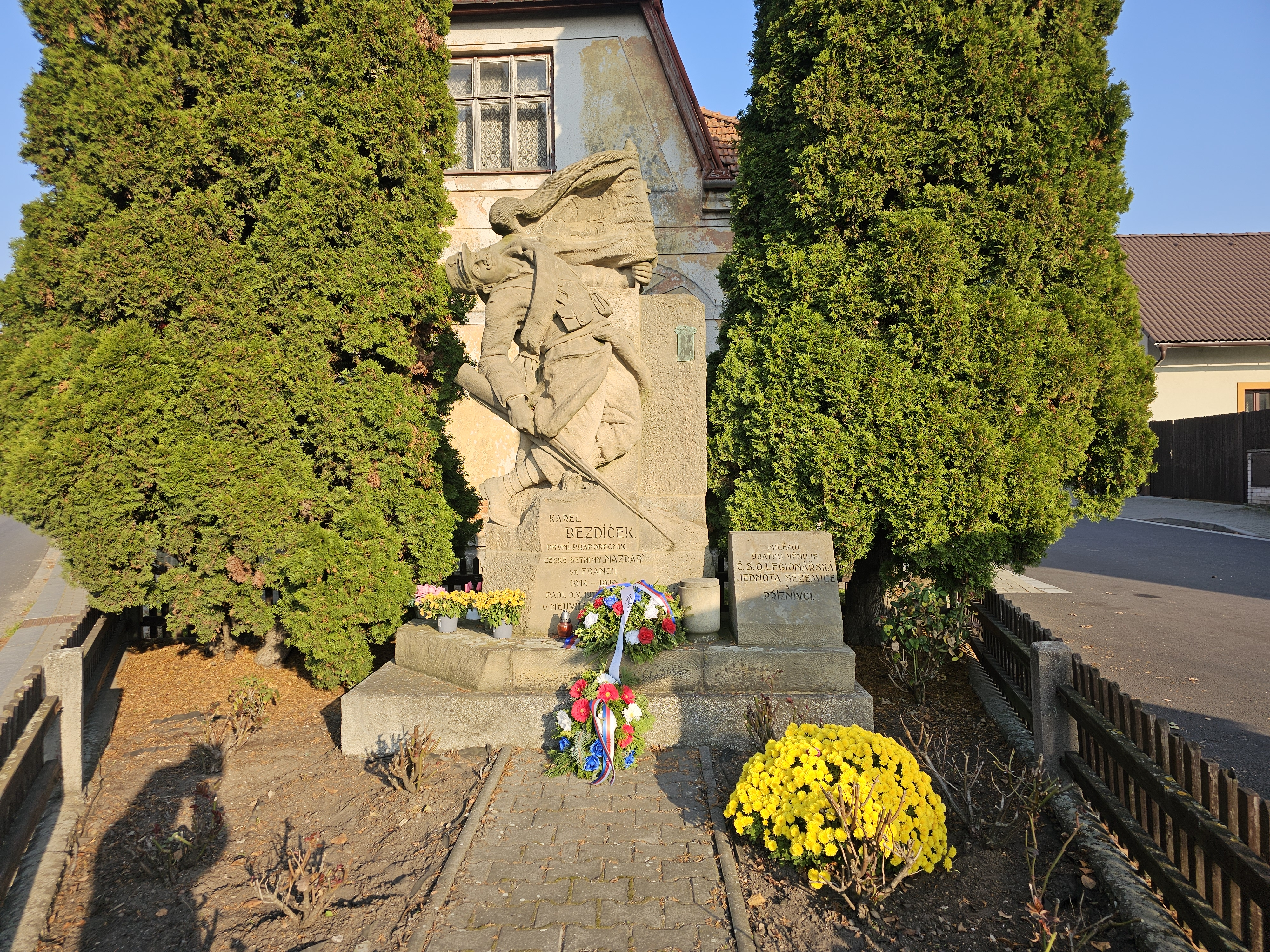
Pomník Karla Bezdíčka (Sezemice) v roce 2024